# العلاقات الأرجنتينية التنزانية
العلاقات الأرجنتينية التنزانية هي العلاقات الثنائية التي تجمع بين الأرجنتين وتنزانيا.

## مقارنة بين البلدين
هذه مقارنة عامة ومرجعية للدولتين:
| وجه المقارنة                                              | الأرجنتين                                               | تنزانيا                        |
| --------------------------------------------------------- | ------------------------------------------------------- | ------------------------------ |
| المساحة (كم2)                                             | 2.78 مليون                                              | 947.30 ألف                     |
| عدد السكان (نسمة)                                         | 44.27 مليون                                             | 57.31 مليون                    |
| الكثافة السكانية (ن./كم²)                                 | 15.92                                                   | 60.5                           |
| العاصمة                                                   | بوينس آيرس                                              | دودوما                         |
| اللغة الرسمية                                             | اللغة الإسبانية                                         | اللغة السواحلية، لغة إنجليزية  |
| العملة                                                    | البيزو الأرجنتيني 1983 ‏، بيزو أرجنتيني، أسترال أرجنتيني | شيلينغ تانزاني                 |
| الناتج المحلي الإجمالي (بليون دولار)                      | 637.59 مليار                                            | 52.09 مليار                    |
| الناتج المحلي الإجمالي (تعادل القوة الشرائية) بليون دولار | 883.02 مليار                                            | 138.73 مليار                   |
| الناتج المحلي الإجمالي الاسمي للفرد دولار أمريكي          | 13.43 ألف                                               | 878                            |
| الناتج المحلي الإجمالي للفرد دولار أمريكي                 |                                                         | 2.54 ألف                       |
| مؤشر التنمية البشرية                                      | 0.827                                                   | 0.521                          |
| رمز المكالمات الدولي                                      | +54                                                     | +255                           |
| رمز الإنترنت                                              | .ar                                                     | .tz                            |
| المنطقة الزمنية                                           | 00                                                      | ت ع م+03:00، توقيت شرق أفريقيا |

## منظمات دولية مشتركة
يشترك البلدان في عضوية مجموعة من المنظمات الدولية، منها:
| علم المنظمة | اسم المنظمة                               | تاريخ انضمام الأرجنتين | تاريخ انضمام تنزانيا |
| ----------- | ----------------------------------------- | ---------------------- | -------------------- |
|             | مؤسسة التنمية الدولية                     | 3 أغسطس 1962           | 6 نوفمبر 1962        |
|             | البنك الإفريقي للتنمية                    | ?                      | ?                    |
|             | يونسكو                                    | 15 سبتمبر 1948         | 6 مارس 1962          |
|             | مؤسسة التمويل الدولية                     | 13 أكتوبر 1959         | 10 سبتمبر 1962       |
|             | منظمة حظر الأسلحة الكيميائية              | ?                      | ?                    |
|             | الأمم المتحدة                             | 24 أكتوبر 1945         | 14 ديسمبر 1961       |
|             | الاتحاد الدولي للاتصالات                  | 1889                   | 31 أكتوبر 1962       |
|             | منظمة الشرطة الجنائية الدولية             | ?                      | ?                    |
|             | البنك الدولي للإنشاء والتعمير             | 20 سبتمبر 1956         | 10 سبتمبر 1962       |
|             | الاتحاد البريدي العالمي                   | ?                      | ?                    |
|             | المركز الدولي لتسوية المنازعات الاستشارية | 18 نوفمبر 1994         | 17 يونيو 1992        |
|             | وكالة ضمان الاستثمار متعدد الأطراف        | 11 فبراير 1992         | 19 يونيو 1992        |
|             | منظمة التجارة العالمية                    | ?                      | 1995                 |

## وصلات خارجية
- موقع وزارة الخارجية الأرجنتينية
- موقع وزارة الخارجية التنزانية